# Pavo Barišić
Pavo Barišić (ur. 9 września 1959 w Gornjej Dubicy) – chorwacki filozof i nauczyciel akademicki, profesor, od 2016 do 2017 minister nauki i edukacji.

## Życiorys
Na Uniwersytecie w Zagrzebiu ukończył prawo (1982) oraz filozofię i filologię niemiecką (1983). W 1985 uzyskał magisterium na tej samej uczelni. Doktoryzował się w 1989 na Uniwersytecie w Augsburgu na podstawie pracy poświęconej filozofii Georga Hegla. Od 1984 zawodowo związany z macierzystym uniwersytetem, w latach 1991–2001 pełnił na nim funkcję dyrektora instytutu filozofii. W ramach stypendium Fundacji im. Alexandra von Humboldta odbywał staże naukowe na uczelniach w Augsburgu i Monachium. Od 2001 profesor Uniwersytetu w Splicie, w 2007 uzyskał pełną profesurę. W latach 2005–2013 kierował wydziałem filozofii tej uczelni.
Autor i współautor publikacji książkowych poświęconych głównie kwestiom demokracji, etyki i filozofii prawa, m.in. Dijalektika običajnosti (1988), Welt und Ethos (1992), Filozofija prava Ante Starčevića (1996), Otvorena pitanja povijesti hrvatske filozofije (2000), Demokracija i etika (2005), Demokracija na prekretnici (2014), Deliberative Demokratie (2015). Był także redaktorem naczelnym periodyków filozoficznych. W latach 2004–2006 wchodził w skład kierownictwa resortu nauki, edukacji i sportu jako asystent ministra. Od 2007 do 2009 był przewodniczącym chorwackiego towarzystwa filozoficznego. Od 2003 prezes chorwackiego oddziału Międzynarodowej Unii Paneuropejskiej, od 2015 sekretarz generalny federacji.
W październiku 2016 z rekomendacji Chorwackiej Wspólnoty Demokratycznej objął urząd ministra nauki i edukacji w rządzie Andreja Plenkovicia. W styczniu 2017 wysunięto wobec niego zarzuty plagiatu w pracach naukowych, którym polityk zaprzeczał (i które nie zostały później potwierdzone). W czerwcu 2017 zakończył pełnienie funkcji rządowej.
W 2021 został członkiem Europejskiej Akademii Nauk i Sztuk Pięknych.